# Дубове насадження (пам'ятка природи, Славутський район)
Дубо́ве наса́дження — ботанічна пам'ятка природи місцевого значення в Україні. Об'єкт природно-заповідного фонду Хмельницької області. 
Розташована в межах Шепетівського району Хмельницької області, на південь від села Хутір. 
Площа 4,7 га. Статус присвоєно згідно з рішенням облвиконкому  від 16.10.1991 року № 171. Перебуває у віданні ДП «Славутський лісгосп» (Хутірське л-во, кв. 6, вид. 7). 
Статус присвоєно для збереження частини лісового масиву з цінними насадженнями дуба.